# UAE Team Emirates/2023
Deze pagina geeft een overzicht van de UCI World Tour wielerploeg UAE Team Emirates in 2023.

## Algemeen
Teammanager: Matxin Joxean Fernández , Rubens Bertogliati
Ploegleiders: Marcello Albasini, Davide Arzeni, Fabio Baldato, Michele Devoti, Jose Antonio Fernandez, Alejandro Gonzalez-Tablas, Fabrizio Guidi, Andrej Hauptman, Marco Marcato, Nicolas Marche, Manuele Mori, Simone Pedrazzini, Bruno Vicino
Fietsen: Colnago

## Renners
| Naam                 | Geboortedatum | Nationaliteit       | Ploeg 2022                              |
| -------------------- | ------------- | ------------------- | --------------------------------------- |
| Pascal Ackermann     | 17-01-1994    | Duitsland           |                                         |
| João Almeida         | 05-08-1998    | Portugal            |                                         |
| Juan Ayuso           | 16-09-2002    | Spanje              |                                         |
| Sjoerd Bax           | 06-01-1996    | Nederland           | Alpecin-Deceuninck                      |
| George Bennett       | 07-04-1990    | Nieuw-Zeeland       |                                         |
| Mikkel Bjerg         | 03-11-1998    | Denemarken          |                                         |
| Jan Christen **      | 26-06-2004    | Zwitserland         | Hagens Berman Axeon                     |
| Alessandro Covi      | 28-09-1998    | Italië              |                                         |
| Finn Fisher-Black    | 21-12-2001    | Nieuw-Zeeland       |                                         |
| Davide Formolo       | 25-10-1992    | Italië              |                                         |
| Ryan Gibbons         | 13-08-1994    | Zuid-Afrika         |                                         |
| Felix Groß           | 04-09-1998    | Duitsland           |                                         |
| Felix Großschartner  | 23-12-1993    | Oostenrijk          | BORA-hansgrohe                          |
| Marc Hirschi         | 24-08-1998    | Zwitserland         |                                         |
| Álvaro Hodeg         | 16-09-1996    | Colombia            |                                         |
| Vegard Stake Laengen | 07-02-1989    | Noorwegen           |                                         |
| Rafał Majka          | 12-09-1989    | Polen               |                                         |
| Brandon McNulty      | 02-04-1998    | Verenigde Staten    |                                         |
| Sebastián Molano     | 04-11-1994    | Colombia            |                                         |
| Domen Novak          | 12-07-1995    | Slovenië            | Bahrain-Victorious                      |
| Ivo Oliveira         | 05-09-1996    | Portugal            |                                         |
| Rui Oliveira         | 05-09-1996    | Portugal            |                                         |
| Tadej Pogačar        | 21-09-1998    | Slovenië            |                                         |
| Jan Polanc*          | 06-10-1992    | Slovenië            |                                         |
| Marc Soler           | 22-11-1993    | Spanje              |                                         |
| Matteo Trentin       | 02-08-1989    | Italië              |                                         |
| Diego Ulissi         | 15-07-1989    | Italië              |                                         |
| Jay Vine             | 16-11-1995    | Australië           | Alpecin-Deceuninck                      |
| Michael Vink         | 22-11-1991    | Nieuw-Zeeland       | Bolton Equities Black Spoke Pro Cycling |
| Tim Wellens          | 10-05-1991    | België              | Lotto Soudal                            |
| Adam Yates           | 01-08-1992    | Verenigd Koninkrijk | INEOS Grenadiers                        |

* tot 15 mei
**

### Stagiairs
Per 1 augustus 2023
| Naam       | Geboortedatum | Nationaliteit | Vorige ploeg |
| ---------- | ------------- | ------------- | ------------ |
| Gal Glivar | 1-5-2002      | Slovenië      | Adria Mobil  |

### Vertrokken
| Naam                | Geboortedatum | Nationaliteit                | Ploeg 2023               |
| ------------------- | ------------- | ---------------------------- | ------------------------ |
| Andrés Ardila       | 02-06-1999    | Colombia                     | Burgos-BH                |
| Alexys Brunel       | 10-10-1998    | Frankrijk                    | Uni Sport Lamentinois    |
| Rui Costa           | 05-10-1986    | Portugal                     | Intermarché-Circus-Wanty |
| Fernando Gaviria    | 19-08-1994    | Colombia                     | Movistar Team            |
| Yousif Mirza        | 08-10-1988    | Verenigde Arabische Emiraten | Gestopt                  |
| Maximiliano Richeze | 07-03-1983    | Argentinië                   | Gestopt                  |
| Joël Suter          | 25-10-1998    | Zwitserland                  | Tudor Pro Cycling Team   |
| Oliviero Troia      | 01-09-1994    | Italië                       | ?                        |

## Overwinningen
| Nationale kampioenschappen wielrennen Australië - tijdrit: Jay Vine Portugal - tijdrit: João Almeida Portugal - wegrit: Ivo Oliveira Slovenië - tijrit: Tadej Pogačar Slovenië - wegrit: Tadej Pogačar Verenigde Staten - tijdrit: Brandon McNulty Zwitserland - wegrit: Marc Hirschi Tour Down Under Eindklassement: Jay Vine Ploegenklassement: *1) Ronde van Saoedi-Arabië Ploegenklassement: *2) Ronde van Valencia Ploegenklassement: *3) Clásica Jaén Paraíso Interior Tadej Pogačar Ronde van Oman 4e etappe: Diego Ulissi Ruta del Sol 1e etappe: Tadej Pogačar 2e etappe: Tadej Pogačar 3e etappe: Tim Wellens 4e etappe: Tadej Pogačar Eindklassement: Tadej Pogačar Puntenklassement: Tadej Pogačar Ronde van de Verenigde Arabische Emiraten 4e etappe: Sebastián Molano 7e etappe: Adam Yates Ploegenklassement: *4) Parijs-Nice 4e etappe: Tadej Pogačar 7e etappe: Tadej Pogačar 8e etappe: Tadej Pogačar Eindklassement: Tadej Pogačar Puntenklassement: Tadej Pogačar Jongerenklassement: Tadej Pogačar Tirreno-Adriatico Jongerenklassement: João Almeida Ploegenklassement: *5) GP Denain Sebastián Molano | Ronde van Catalonië Ploegenklassement: *6) Ronde van Vlaanderen Tadej Pogačar Ronde van het Baskenland Jongerenklassement: Brandon McNulty Ronde van Sicilië 1e etappe: Finn Fisher-Black Jongerenklassement: Finn Fisher-Black Amstel Gold Race Tadej Pogačar Waalse Pijl Tadej Pogačar Ronde van Romandië 3e etappe (ITT): Juan Ayuso 4e etappe: Adam Yates Eindklassement: Adam Yates Ploegenklassement: *7) Ronde van Hongarije 3e etappe: Marc Hirschi Eindklassement: Marc Hirschi Ronde van Italië 11e etappe: Pascal Ackermann 15e etappe: Brandon McNulty 16e etappe: João Almeida Jongereklassement: João Almeida Boucles de la Mayenne Proloog: Ivo Oliveira Ronde van de Apennijnen Marc Hirschi Critérium du Dauphiné 4e etappe: Mikkel Bjerg Ronde van Zwitserland 5e etappe: Juan Ayuso 8e etappe (ITT): Juan Ayuso Ronde van Frankrijk 1e etappe: Adam Yates 6e etappe: Tadej Pogačar 20e etappe: Tadej Pogačar Jongerenklassement: Tadej Pogačar | Ronde van Oostenrijk 1e etappe: Pascal Ackermann Prueba Villafranca de Ordizia Marc Hirschi Ronde van Polen 3e etappe: Rafał Majka Ploegenklassement: *8) Ronde van Burgos 1e etappe: Sebastián Molano Bergklassement: Adam Yates Ploegenklassement: *9) Renewi Tour Eindklassement: Tim Wellens Ploegenklassement: *10) Ronde van Duitsland Ploegenklassement: *11) Ronde van Spanje 12e etappe: Sebastián Molano Jongerenklassement: Juan Ayuso Grote Prijs van Montreal Adam Yates Coppa Sabatini Marc Hirschi Trofeo Matteotti Sjoerd Bax Ronde van Luxemburg Eindklassement: Marc Hirschi Jongerenklassement: Marc Hirschi Ploegenklassement: *12) Coppa Agostoni Davide Formolo Ronde van Lombardije Tadej Pogačar Ronde van Turkije 7e etappe: Jay Vine Bergklassement: Jay Vine Veneto Classic Davide Formolo |

*1) Ploeg Tour Down Under: Bax, Bennett, Covi, Fisher-Black, Hirschi, Vine, Vink
*2) Ploeg Ronde van Saoedi-Arabië: Ackermann, Formolo, Gibbons, Großschartner, Laengen, I. Oliveira
*3) Ploeg Ronde van Valencia: Bjerg, Majka, McNulty, Molano, Novak, Soler, Ulissi
*4) Ploeg Ronde van de Verenigde Arabische Emiraten: Bjerg, Laengen, McNulty, Molano, Soler, Vine, Yates
*5) Ploeg Tirreno-Adriatico: Almeida, Bennett, Covi, Formolo, McNulty, Molano, Yates
*6) Ploeg Ronde van Catalonië: Almeida, Bennett, Fisher-Black, Majka, I. Oliveira, Soler, Yates
*7) Ploeg Ronde van Romandië: Ayuso, Bjerg, Fisher-Black, Majka, Novak, I. Oliveira, Yates
*8) Ploeg Ronde van Polen: Ackermann, Almeida, Fisher-Black, Formolo, Majka, McNulty, Wellens
*9) Ploeg Ronde van Burgos: Bennett, Gibbons, Molano, Novak, I. Oliveira, Vine, Yates
*10) Ploeg Renewi Tour: Bax, Bjerg, Covi, Gibbons, Hirschi, Trentin, Wellens
*11) Ploeg Ronde van Duitsland: Ackermann, Bennett, Großschartner, Laengen, McNulty, Ulissi
*12) Ploeg Ronde van Luxemburg: Christen, Großschartner, Hirschi, McNulty, Ulissi, Vink
Mannen:1991 · 1992 · 1993 · 1994 · 1995 · 1996 · 1997-1998 · 1999 · 2000 · 2001 · 2002 · 2003 · 2004 · 2005 · 2006 · 2007 · 2008 · 2009 · 2010 · 2011 · 2012 · 2013 · 2014 · 2015 · 2016 · 2017 · 2018 · 2019 · 2020 · 2021 · 2022 · 2023 · 2024 · 2025
Vrouwen:2022 · 2023 · 2024 · 2025
AG2R-Citroën · Alpecin-Deceuninck · Astana Qazaqstan · Bahrain Victorious · BORA-hansgrohe · Cofidis · EF Education-EasyPost · Groupama-FDJ · INEOS Grenadiers · Intermarché-Circus-Wanty  · Jumbo-Visma · Movistar Team · Soudal-Quick Step · Team Arkéa Samsic · Team DSM · Team Jayco AlUla · Trek-Segafredo · UAE Team Emirates